# Чужие письма
«Чужие письма» — советский художественный фильм, психологическая драма, снятая режиссёром Ильёй Авербахом.

## Сюжет
Девятиклассница Зина выросла в неблагополучной семье. Её учительница Вера Ивановна, пожалев девочку, берёт её к себе в дом, дарит ей тепло своей души. Зина привязывается к учительнице, но считает, что теперь может решать её судьбу и вмешиваться в её жизнь.

## Места съёмок
Фильм снимался в Калуге.

## В ролях
- Ирина Купченко — Вера Ивановна, классный руководитель 9-го класса
- Светлана Смирнова — Зина Бегункова
- Сергей Коваленков — Игорь, художник
- Зинаида Шарко — Ангелина Григорьевна Егорова, завуч
- Олег Янковский — Женя Пряхин, бывший лётчик
- Иван Бортник — Шура Бегунков, брат Зины
- Наталья Скворцова — Света Егорова, подруга Зины
- Пётр Аржанов — Николай Артёмович, учитель
- Майя Булгакова — Бегункова, мать Зины и Шуры
- Валентина Владимирова — Антонина Карповна, учитель биологии
- Людмила Дмитриева — Зоя, невеста Шуры
- Нина Мамаева — Елизавета Сергеевна

## Награды
- 1976 — Приз редакции журнала «Советский экран» «За лучший актёрский дебют» на IX Всесоюзном кинофестивале — Светлане Смирновой.
- 1976 — Специальный приз жюри на I Международном кинофестивале в Неаполе (Италия).
- 1977 — Поощрительный приз за лучшую режиссёрскую работу на Всесоюзном конкурсе «Корчагинцы» — Илье Авербаху.
- 1980 — Главный приз «Золотая богиня Нике» на IX Международном кинофестивале в Салоники (Греция).

## Отзывы
- Кучкина О. — Вера и Зинка (Худож. фильм «Чужие письма». Постановка И. Авербаха. «Ленфильм») // Комсомольская правда, 13 августа 1976.
- Александр Трошин. «Чужие письма»/Русское кино.
- Сергей Кудрявцев. «Чужие письма»/Энциклопедия Кирилла и Мефодия.
- Иванова В. Ещё раз о киномоде // Советская культура. — 1977. — № 2 (5010) (4 января). — С. 5.